# Birobidjan
Birobidjan (en russe : Биробиджан ; en yiddish : ביראָבידזשאַן) est une ville et le centre administratif de l'Oblast autonome juif de Russie. Sa population s'élevait à 73 129 habitants en 2014. C'est le seul exemple contemporain d'un territoire administrativement juif, à l'exception d'Israël. Le nom de la ville désigne également, en français uniquement, l'oblast autonome juif lui-même.

## Géographie
Birobidjan est située au nord de l'oblast, à la confluence de la rivière Bira, un des principaux affluents du fleuve Amour, et de la Bidzhan (en), lesquelles ont donné leurs noms à la ville. Elle se trouve à 163 km à l'ouest-nord-ouest de Khabarovsk, à 630 km au nord de Vladivostok et à 6 014 km à l'est de Moscou.

## Histoire
Située sur le tracé du Transsibérien, sa construction à la fin des années 1920 fut supervisée par le directeur du Bauhaus, l'architecte suisse Hannes Meyer.
Birobidjan obtint le statut de commune urbaine en 1931 puis celui de ville en 1937, tout en restant également chef-lieu du raïon Birobidjanski.
En 1945, Albert Einstein crée le fonds Einstein en coopération avec Ambidjan (American Birobidjan Commitee, créé en 1934 aux États-Unis pour soutenir le développement économique de la première région juive créée au monde), afin d'y installer 30 000 orphelins juifs victimes des nazis. Chaque famille juive allemande, lituanienne, polonaise, roumaine, recevait 350 US$ négociés entre le gouvernement soviétique, le ministre des Affaires étrangères Tchitcherine et Jacob Budish, communiste américain.
La région avait été désignée en 1928 par le régime soviétique comme la future « Palestine sibérienne » pour les Juifs ; ils auraient été jusqu'à 150 000 à s'y établir, mais les sujets de cette colonisation se sont rapidement raréfiés. En 2020, les Juifs de Birobidjan représentent 2 % de la population.

## Population
Recensements (*) ou estimations de la population
| 1932  | 1939*  | 1959*  | 1970*  | 1979*  | 1989*  |
| ----- | ------ | ------ | ------ | ------ | ------ |
| 2 540 | 29 648 | 40 667 | 55 724 | 68 630 | 83 667 |

| 2002*  | 2006   | 2010*  | 2012   | 2013   | 2014   |
| ------ | ------ | ------ | ------ | ------ | ------ |
| 77 250 | 75 192 | 75 413 | 76 203 | 75 542 | 74 791 |

| 2015   | 2016   | 2017   | 2018   | 2019   | - |
| ------ | ------ | ------ | ------ | ------ | - |
| 74 777 | 74 559 | 74 095 | 73 623 | 73 129 | - |

## Villes jumelles
- Beaverton, Oregon (États-Unis)
- Hegang, Heilongjiang (Chine)
- Ma'alot-Tarshiha (Israël)
- Niigata (Japon)

## Personnalités liées
- Nataliya Gumenyuk, journaliste ukrainienne née en 1983.
- Yoel Razvozov, judoka et homme politique israélien né en 1980.